# Tadeusz Grabowski (muzyk)
Tadeusz Grabowski (ur. 2 sierpnia 1921 w Wiźnie, zm. 21 lutego 2025) – polski artysta ludowy, lutnik, poeta, kompozytor, muzyk, śpiewak.
Urodził się w 1921 na Mazowszu w miejscowości Wizna. Był samoukiem. Edukację przerwał w gimnazjum i zajął się pomocą w gospodarstwie. W międzyczasie skonstruował samodzielnie swoje pierwsze skrzypce. Następnie ćwiczył ze słuchu melodie ludowe, z czasem też poznał nuty. Zajął się też lutnictwem. W latach PRL-u zaangażował się politycznie i patriotycznie, tworząc m.in. „Pieśń rolników”, „Pieśń 1000-lecia”, „Katyński las”, „Los Solidarności”. W 2010 ukazał się tomik jego wierszy i pieśni patriotycznych Polsko, moja Ojczyzno.... Tomik wydało Stowarzyszenie „Wizna 1939”.
17 kwietnia 2019 wziął udział w programie TVP2 Pytanie na śniadanie. 11 listopada 2019 otrzymał Nagrodę Starosty Łomżyńskiego za całokształt dokonań w dziedzinie kultury.

## Twórczość
- Tadeusz Grabowski: Polsko, moja Ojczyzno...: wiersze i pieśni patriotyczne. Stowarzyszenie „Wizna 1939”, 2010.[3][5]